# Cleveland Browns

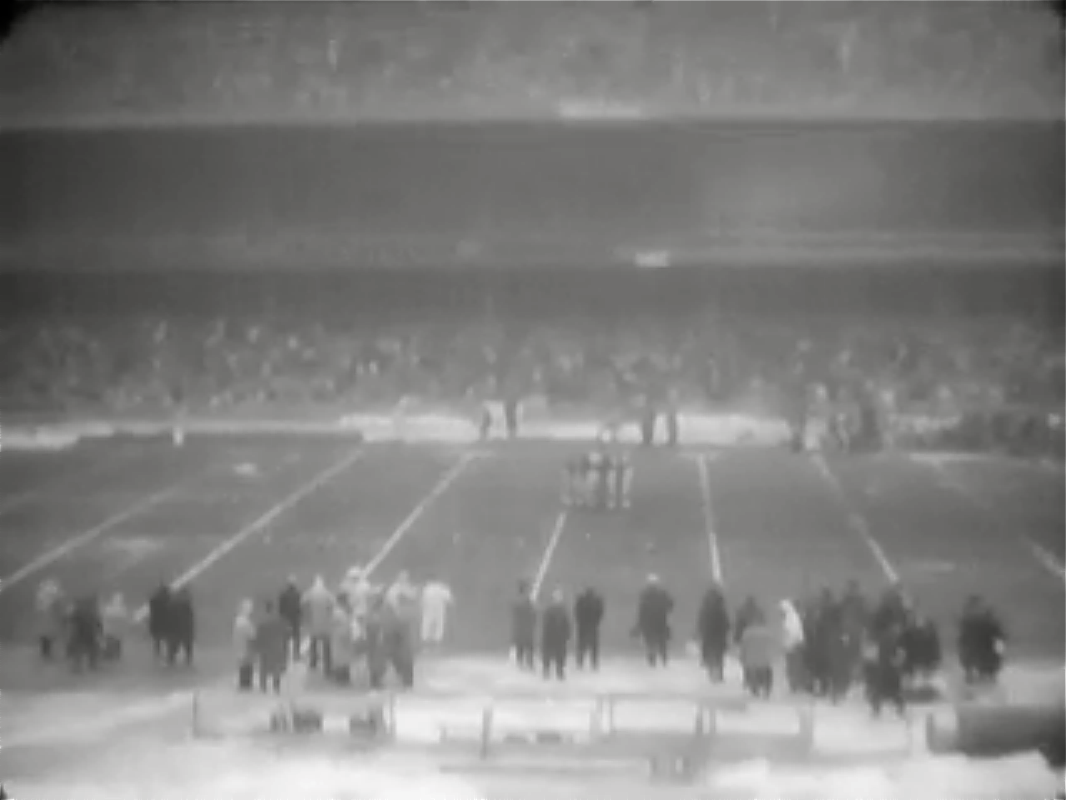
Stadionul Yankee în timpul unui meci dintre New York Giants și Cleveland Browns în anul 1961.

Cleveland Browns este o echipă de fotbal american din Cleveland, Ohio. Numită după antrenorul și co-fondatorul inițial Paul Brown, echipa concurează în National Football League (NFL) ca membră al Diviziei de Nord a American Football Conference (AFC). Browns joacă meciurile de acasă pe FirstEnergy Stadium, care a fost inaugurat în 1999, cu birouri administrative și facilități de antrenament în Berea, Ohio. Culorile oficiale ale clubului Browns sunt maro, portocaliu și alb. Echipa este unică printre cele 32 de francize membre ale NFL prin faptul că nu are un logo pe căști.
Franciza a fost fondată în 1944 de Brown și omul de afaceri Arthur B. McBride ca membru fondator al All-America Football Conference (AAFC), și a început să joace în 1946. Browns a dominat AAFC, înregistrând un record de 47-4-3 în cele patru sezoane ale ligii și câștigând campionatul în fiecare dintre ele. Când AAFC s-a desființat după sezonul 1949, Browns s-a alăturat NFL împreună cu San Francisco 49ers și Baltimore Colts. Browns a câștigat un campionat în sezonul inaugural al NFL, precum și în sezoanele 1954, 1955 și 1964 și, într-o performanță neegalată în niciunul dintre sporturile profesioniste majore nord-americane, a jucat în finala campionatului în fiecare dintre primii 10 ani de existență, câștigând șapte dintre aceste meciuri. Din 1965 până în 1995, s-au calificat pentru a juca în playoff-ul NFL de 14 ori, dar nu au mai câștigat un alt campionat sau nu au jucat în Super Bowl în această perioadă.
În 1995, proprietarul Art Modell, care cumpărase Browns în 1961, a anunțat că intenționează să mute echipa la Baltimore. După amenințări cu acțiuni în justiție din partea orașului Cleveland și a fanilor, la începutul anului 1996 s-a ajuns la un compromis care i-a permis lui Modell să înființeze Baltimore Ravens ca o nouă franciză, păstrând în același timp contractele întregului personal al echipei Browns. Proprietatea intelectuală a celor de la Browns, inclusiv numele echipei, logo-urile, facilitățile de antrenament și istoria, au fost păstrate în fiducie, iar franciza a fost considerată de NFL ca fiind suspendată pentru trei sezoane. În timp ce mai multe dintre cele 30 de francize existente la acea vreme au luat în considerare posibilitatea de a se reloca în Cleveland, în 1998 s-a confirmat că NFL va avea 31 de echipe când Browns va reveni în NFL în 1999, astfel că, deși echipa Browns din 1999 nu a fost considerată tehnic o franciză de expansiune, lista de jucători a clubului a fost reaprovizionată prin intermediul unui selecții de expansiune.
De la reluarea activității în 1999, Browns a avut dificultăți în găsirea succesului, în special în anii 2010, când nu a avut niciun sezon câștigător pe parcursul acelui deceniu. Au avut doar trei sezoane câștigătoare (2002, 2007 și 2020), două participări în playoff (2002 și 2020) și o victorie în playoff (2020), câștigând în total mai puțin de o treime din meciuri, iar în 2017 a fost doar a doua echipă din istoria NFL care a avut un sezon cu 0 victorii și 16 înfrângeri, după Detroit Lions în 2008. Franciza s-a remarcat, de asemenea, prin lipsa de stabilitate în ceea ce privește antrenorii principali (10 antrenori cu normă întreagă - inclusiv doi care au fost concediați după doar un sezon - și doi interimari din 1999) și fundașii (33 de titulari diferiți din 1999). Este una dintre cele patru echipe care nu au apărut niciodată într-un Super Bowl, alături de Detroit Lions, Houston Texans și Jacksonville Jaguars.